# Littifredi Corbizi
Littifredi Corbizi, oppure Litti Corbizzi (Firenze, 1465 – Siena, 1520), è stato un miniatore italiano.

## Biografia

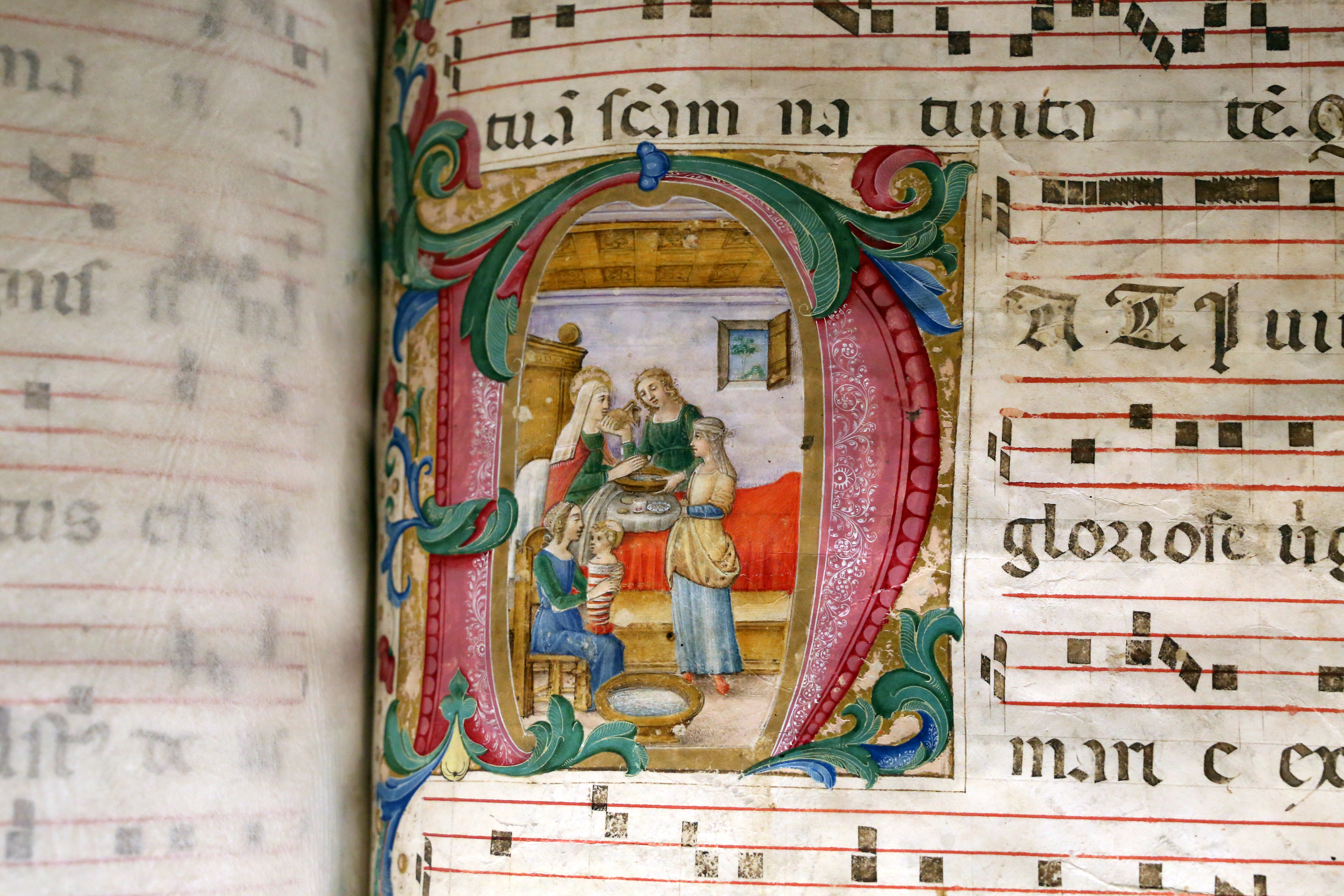
Miniatura di Littifredi Corbizi conservata allo Spedale degli Innocenti.

Figlio illegittimo di Filippo Corbizi, fu avviato dapprima alla vita religiosa, ma dopo alcuni contrasti con il padre si trasferì a Siena.
Nel 1494 firmò e datò le miniature del codice Officia B. Mariae Virginis et defunctorum (Siena, Biblioteca comunale) eseguite per la Compagnia di Santa Caterina a Fontebranda.
Corbizi secondo alcune fonti storiche avrebbe miniato nel 1496, in un codice, irrintracciabile, per la Compagnia di San Sebastiano in Camollia, un incipit con le figure della Vergine e dei santi Sebastiano, Rocco e Sigismondo.
Tra il 1499 e il 1501, soggiornò a Gubbio dove miniò un Salmista diurno per il monastero di San Benedetto.
L'ultima notizia che lo riguarda è del 1515, quando abitava a Siena in piazza San Francesco, in una casa della Compagnia di San Bernardino.
La sua attività conosciuta è esclusivamente dovuta al codice miniato della Biblioteca comunale di Siena, costituita da piccole storie e due scene a piena pagina, la Natività e l'Estasi di santa Cateritta, dove sono presenti sia la firma sia la data.
Formatosi artisticamente nell'ambito della miniatura fiorentina, Corbizi si ispirò ad Attavante Attavanti, senza perdere di vista Domenico Ghirlandaio.
Le miniature realizzate da Corbizi risultarono impreziosite per la gradevole e virtuosa decorazione delle cornici a base floreale, su fondo rosso, verde e turchino, che comprende anche gemme, medaglioni figurati e putti, seguendo lo stile di Attavante e di Gherardo e Monte del Flora.
Corbizi si distinse, in quello che fu l'ultimo periodo della grande miniatura fiorentina, per la ricchezza dei particolari.

## Opere
- Miniature del codice Officia B. Mariae Virginis et defunctorum (Siena, Biblioteca comunale);
- Miniatura del codice per la Compagnia di San Sebastiano in Camollia, con la Vergine e dei santi Sebastiano, Rocco e Sigismondo;
- Miniatura del Salmista diurno per il monastero di San Benedetto, Gubbio (1499-1501).